# آلتا (آیووا)
آلتا (به انگلیسی: Alta) شهری در ایالت آیووا کشور ایالات متحده آمریکا است که جمعیت آن در سرشماری سال ۲۰۱۰ میلادی، ۱٬۸۸۳ نفر بوده‌است.